# Kohaku
Kohaku (琥珀, Kohaku, in limba romana Chihlimbar)  este un personaj ficțional din seria anime și manga InuYasha, creată de Rumiko Takahashi și este unul din protagoniștii seriilor InuYasha.